# Aristandre de Telmessos
Aristandre de Telmessos ou Aristandre de Telmesse, originaire de Lycie, est l'un des devins préférés d'Alexandre le Grand.
Des sources antiques le mentionnent interprétant des présages sur une période allant de la naissance du conquérant à sa mort. Il exerce une influence pendant les campagnes d'Alexandre et a joué un rôle important en élevant le moral de l'armée macédonienne.
Plutarque indique également que Philippe II et Olympias ont rêvé de la future naissance de leur fils Alexandre. Aristandre détermine qu'Olympias est bien enceinte et que l'enfant aurait le caractère d'un lion. Après la mort du conquérant, un présage d'Aristandre prétend que celui qui possèdera la dépouille d'Alexandre dominera le monde.